# فناناپذیران (فیلم ۲۰۱۱)
فناناپذیران (انگلیسی: Immortals) فیلمی در ژانر فانتزی و ماجراجویی و رزمی به کارگردانی تارسم سینگ است که در سال ۲۰۱۱ منتشر شد.

## بازیگران
- هنری کاویل، در نقش تسئوس که توسط زئوس برای مبارزه با شیطان انتخاب‌شده
- استیون درف، در نقش استاورز، یک دزد مکار که در جستجوی او به تیسوس می‌پیوندد
- لوک ایوانز، در نقش زئوسT خدای آسمان و پادشاه خدایان
- ایزابل لوکاس، در نقش آتنا، الهه حکمت
- کلان لاتز، در نقش پوزئیدون، خدای دریا
- فریدا پینتو، در نقش فدرا، پیشگو
- میکی رورک، در نقش پادشاه هایپریون
- جان هرت، در نقش پیرمرد، برای اینکه زئوس با انسان‌های فانی تعامل داشته باشد
- جوزف مورگان، در نقش لیسندر، یک سرباز آتنی که پس از مرخص شدن به عنوان پادشاه تحت تعقیب است
- استیون مک‌هتی، در نقش کاساندر، پادشاه هلینیکس
- کوری سویر، در نقش هرکول، خدای نور
- رابرت مایلیت، در نقش مینوتور، یک ماسک ضد گاو به تن دارد
- رابرت نیلور، در نقش تسئوس جوان
- دنیل شارمن، در نقش آرس، خدای جنگ